# Karad Dasinijja
Karad Dasinijja (arab. كراد داسنية) – miejscowość w Syrii, w muhafazie Hims. W 2004 roku liczyła 2028 mieszkańców.